# 池田悦子
池田悦子（日语：池田悦子，1938年—），是日本的漫畫原作者、編劇。

## 經歷
出生於宮崎縣日向市，早期擔任過電視劇編劇，1972年以其原作的漫畫《緋紋の女》（作畫：牧美也子）出道，本作品於1974年獲得日本漫畫家協會賞優秀賞 。
池田悦子是少女漫畫雜誌《月刊プリンセス》的創刊元老之一，其連載作品《惡魔的新娘》（作畫：蘆邊遊步）自創刊號起即大受歡迎，迨至2000年單行本已發行超過1100萬冊。

## 相關人物
池田悅子的配偶是作家池田雄一。